# (100041) 1991 RJ28
(100041) 1991 RJ28 es un asteroide perteneciente al cinturón de asteroides, descubierto el 8 de septiembre de 1991 por el equipo del Spacewatch desde el Observatorio Nacional de Kitt Peak, Arizona, Estados Unidos.